# Маркиянов, Орест Александрович
Орест Александрович Маркиянов (11 февраля 1939, Климово, Чувашская АССР — 21 января 2013, Чебоксары) — советский и российский педагог; доктор педагогических наук, профессор (1993), спортсмен. Мастер спорта СССР по вольной борьбе (1962).

## Биография
Окончил факультет физической культуры Казанского государственного педагогического института (1961).
Работал учителем физвоспитания в Чебоксарской средней школе № 23 (1961), в обществе «Динамо» (1962). Был преподавателем кафедры физической культуры в Волжском филиале Московского энергетического института (1963—1967).
Чемпион Чувашской АССР и Центрального совета Студенческого добровольного спортивного общества «Буревестник» (1967).
С 1967 в Чувашском государственном университете — преподаватель, старший преподаватель. В 1975 году окончил аспирантуру во Всесоюзном научно-исследовательском институте физической культуры. С 1977 года — заведующий кафедрой физической культуры ЧГУ им. И. Н. Ульянова.
Основатель школы вольной борьбы в Чувашской Республике. Автор более 80 научных работ, в том числе 2-х монографий и 2-х изобретений.
В 1997 защитил докторскую диссертацию на тему «Соревновательный метод формирования мастерства юных спортсменов».

## Достижения и признание
- действительный член Академии педагогических и социальных наук;
- Мастер спорта СССР по вольной борьбе (первый из чувашских спортсменов, 1962);
- Заслуженный работник физической культуры и спорта Чувашской Республики (1996);
- В родном селе Климово ежегодно проходит республиканский турнир по вольной борьбе на призы Маркиянова Ореста Александровича;
- Чемпион Чувашской АССР (1967);
- Чемпион Центрального совета Студенческого добровольного спортивного общества «Буревестник» (1967).

## Избранные труды
- Маркиянов О. А. Профессионально-прикладная физическая подготовка: Учебное пособие. — Чебоксары: Изд-во Чувашского гос. ун-та, 1993. — 167 с.
- Маркиянов О. А. Соревновательный метод совершенствования технического мастерства юных борцов. — 2-е изд., перераб. и доп. — Чебоксары: Изд-во Чувашского гос. ун-та, Волго-Вятский региональный центр «Ассоциация содействия вузам», 1996. — 221 с.
- Маркиянов О. А. Физическое воспитание в вузе: Текст лекций. — Чебоксары: Изд-во Чувашского гос. ун-та, 1995. — 135 с.
- Маркиянов О. А. Экспериментальное исследование системы соревнований 11 — 13 лет. (На материале спортивной борьбы): Автореф. дис. … канд. пед. наук. — М., 1977.
- Маркиянов О. А. Соревновательный метод формирования мастерства юных спортсменов: Дис. … д-ра пед. наук. — М., 1997.
- Киселев Г. Ф., Маркиянов О. А. Формирование управленческих способностей у студентов средствами физического воспитания. — Чебоксары: Изд-во Чувашского гос. ун-та, 2003. — 139 с. — ISBN 5-7677-0664-6
- Маркиянов О. А. Теоретические основы формирования здорового образа жизни: учебное пособие. — Чебоксары: Изд-во Чувашского гос. ун-та, 2005. — 129 с. — ISBN 5-7677-0883-5
- Маркиянов О. А., Урмаев А. Н., Алешев Н. А. Обучение сложным приемам в борьбе самбо. Методические указания к практическим занятиям. — Чебоксары: Изд-во Чувашского гос. ун-та, 2001.
- Маркиянов О. А. Профессионально-прикладная физическая подготовка: Учеб. пособие. — Чебоксары: Изд-во Чувашского гос. ун-та, 1993. — 600 экз.